# David Sadler
David Sadler (Yalding, 5 febbraio 1946) è un ex calciatore inglese, di ruolo difensore.

## Carriera
Nella stagione 1973 viene ingaggiato degli statunitensi del Miami Toros, franchigia della North American Soccer League, con cui chiude il torneo al terzo ed ultimo posto al terzo posto nella Eastern Division.

## Palmarès

### Club

#### Competizioni nazionali
- Campionato inglese: 2

Manchester United: 1964-1965, 1966-1967
- Community Shield: 2

Manchester United: 1965, 1967

#### Competizioni internazionali
- Coppa dei Campioni: 1

Manchester United: 1967-1968